# روبن (شخصية مصورة)
روبن وهو اسم لعدة شخصيات خيالية ظهرت مع قصص باتمان الرجل الوطواط كمساعد له وهو من إنتاج شركة دي سي كومكس وهو من تصميم بوب كين وبيل فينغر وجيري روبنسون وكان أكثر المساعدين الأوفياء لباتمان. روبن الأول هو ديك غرايسون والثاني هو جيسون تود والثالث هو تيم دريك والرابع هي ستيفاني براون والخامس هو ابن الرجل الوطواط داميان واين.

## قصة روبن

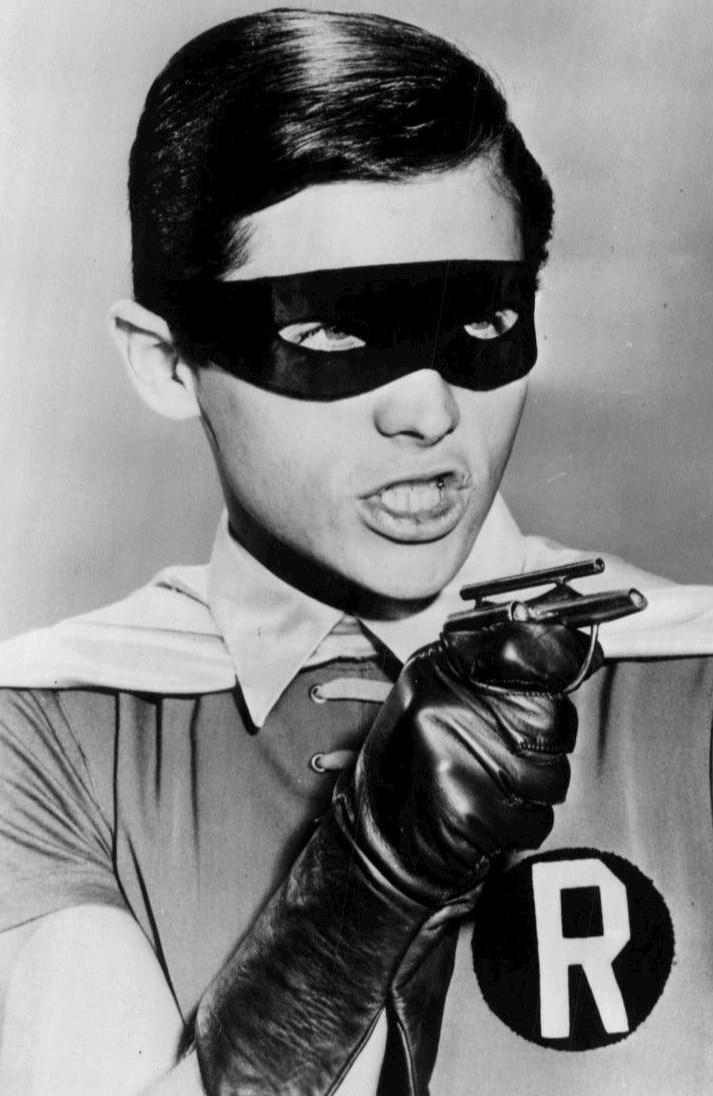
روبين - شخصية خيالية

عاش «روبن» لدى باتمان بسبب وفاة والديه في السيرك حيث كانوا يعملون هناك. حزن «بروس واين» على موت والدي روبن وأشفق عليه فقرر أن يجعله فرداً داخل المنزل ويعوضه عن والديه.
روبن، الفتى المعجزة
تم إدخال الحرف الأول في المخبر كاريكاتير # 38 (1940) من قبل المبدعين بيل فنجر وبوب كين. وكان أول ظهور لروبن محاولة للحصول على القراء الأصغر سنا للاستمتاع بباتمان. اسم «روبن، أو الفتى المعجزة» ونظرة من العصور الوسطى زيه الأصلي هو مستوحى من البطل الأسطوري روبن هود، وكذلك طائر روبن الأمريكي أحمر الصدر، الذي يوازي عزر «مجنح» باتمان. ولد في اليوم الأول من فصل الربيع، ابن جون غرايسون ومريم جرايسون، والبهلوان الجوي زوجين شابين.
في أول ظهور له، ديك غرايسون هو بهلوان السيرك، ومع والديه، واحدة من «Graysons الطائر». بينما كان يستعد لأداء وديك يسمع اثنين من رجال العصابات في محاولة لابتزاز المال الحماية من صاحب السيرك. المالك يرفض، وبالتالي فإن عصابات تخريب الأسلاك أرجوحة مع حامض. أثناء أداء المقبل، أرجوحة من خلالها الآباء في ديك ويتأرجح يستقر، وإرسالها إلى وفاتهم. قبل أن يتمكن من الذهاب إلى الشرطة، يظهر باتمان له ويحذر منه أن العصابات يعملان على توني Zucco، قوية جدا مدرب الجريمة، والتي تكشف عن علمه يمكن أن تؤدي إلى وفاته. عندما يروي باتمان قتل والديه الخاصة، ديك يسأل ليصبح مساعدا له. بعد تدريب مكثف، ديك يصبح روبن. أن تبدأ من خلال تعطيل Zucco للعب القمار والابتزاز مضارب. وبعد ذلك بنجاح الطعم Zucco تغضب إلى زيارة موقع البناء، حيث قبض عليه.
الأصل روبن لديه اتصال الموضوعي لباتمان في أن كلا من رؤية آبائهم قتلوا على أيدي المجرمين، وخلق الرغبة لمحاربة العناصر الإجرامية. بروس يرى فرصة لتوجيه الغضب والغضب التي يشعر ديك بطريقة أنه هو نفسه لا يستطيع، وبالتالي خلق الأب / السندات ابنه والتفاهم بين البلدين. في جميع أنحاء 1940s و 1950s، صورت دي سي كوميكس باتمان وروبن كفريق واحد، معتبرا لهم «الثنائي الديناميكي»، ونادرا ما نشر قصة باتمان دون الصاحب له. قصص مكرسة تماما لروبن ظهرت في ستار لماع كاريكاتير من عام 1947 وحتى عام 1952.
تاريخ شخصية روبن الأرض اثنين وفقا لذلك يعتمد كل من أقدم القصص وشارك فيها حرف من 1940s و 1950s، في حين أن مغامرات التيار روبن (الذين يعيشون على «أرض واحدة») تبدأ في وقت لاحق في الوقت المناسب ومع عناصر معينة من أصله سرده. وصورت على حد سواء كما منفصلة، على الرغم مواز، الأفراد الذين يعيشون في الأكوان كل منهما، مع «كبار السن» الطابع الأرض اثنين وتصل في نهاية المطاف الموت في أزمة على اللانهائي الأرض.
بعد وقوع الحدث ساعة الصفر في عام 1994، وقد تم تأسيسها ميلاده ديك كما في اليوم الأول من فصل الربيع.
جبابرة في سن المراهقة بمعنى آخر فريق التايتنز
1964 من شجاعة وجريئة # 54 يقدم نسخة المبتدئين في دوري العدل الأمريكية؛ من الذي كان فريق بطل كل النجوم باتمان جزء. ويقود هذا الفريق من قبل في العصر الحديث روبن، ويقيم على الأرض واحد، وانضم من قبل اثنين من sidekicks في سن المراهقة أخرى، Aqualad (الصاحب من الرجل المائي) وكيد فلاش (الصاحب من فلاش)، لوقف تهديد السيد الإعصار.
وفي وقت لاحق، وsidekicks ثلاثة قواها مع سبيدي ووندر فتاة من أجل تحرير معلميهم في JLA من التي تسيطر عليها العقل مستعبد. قرروا أن يصبح فريق التايتنز: جبابرة في سن المراهقة. بحكم المهارات التكتيكية استقاها من باتمان، ومن المسلم روبن بسرعة كزعيم قبل حل جبابرة بعد بضع سنوات.
في عام 1969، لا تزال في استمرارية ما قبل الأزمة، والكاتب دينيس أونيل والفنان نيل آدمز عودة باتمان قتامة الجذور. جزء واحد من هذا الجهد هو كتابة روبن من سلسلة عن طريق إرسال ديك جرايسون لجامعة هدسون وإلى قطاع مستقل في الجزء الخلفي من المخبر كاريكاتير. تظهر المعجزة في سن المراهقة من قبل، الآن فقط بشكل متقطع في قصص باتمان من 1970، فضلا عن إحياء قصيرة عاش من لفي سن المراهقة جبابرة.
في عام 1980، غرايسون يأخذ مرة أخرى حتى دور زعيم جبابرة في سن المراهقة، وظهرت الآن في هذه السلسلة الشهرية جبابرة في سن المراهقة جديدة، التي أصبحت واحدة من سلسلة دي سي كوميكس "المحبوبة في تلك الحقبة. خلال قيادته للجبابرة، ومع ذلك، كان لديه خلاف مع باتمان، مما يؤدي إلى القطيعة التي من شأنها أن تستمر لسنوات عديدة.